# Nahe (Schleswig-Holstein)
Nahe è un comune di 2 543 abitanti dello Schleswig-Holstein, in Germania.
Appartiene al circondario (Kreis) di Segeberg (targa SE) ed è parte della comunità amministrativa (Amt) di Itzstedt.